# عضلة قصية لامية
العضلة القصية اللامية (بالإنجليزية: sternohyoid muscle)‏ هي عضلة رقيقة وضيقة تربط العظم اللامي إلى عظم القص، وهي إحدى العضلات المزدوجة تحت اللامية (العضلات الاسارية للرقبة) التي تقوم بخفض العظم اللامي لأسفل. ويعصّبها العروة الرقبية (أو عروة تحت اللساني) (Ansa cervicalis).
تنشأ العضلة من الحافة الخلفية للنهاية الإنسية من عظم الترقوة، الرباط الخلفي القصي الترقوي (Posterior sternoclavicular ligament)، والجزء العلوي والخلفي من قبضة القص.
تمر العضلة القصية اللامية إلى أعلى وإلى الداخل (إنسياً)، وتنغرز بواسطة ألياف وترية قصيرة في الحد السفلي من جسم العظم اللامي.

## الاختلافات
حدوث ازدواج، انزلاق (Cleidohyoideus)، غياب.
قد يظهر في بعض الأحيان مباشرة فوق منشأ العضلة، رقيم وتري (تقاطع وتري) مستعرض.

## صور إضافية

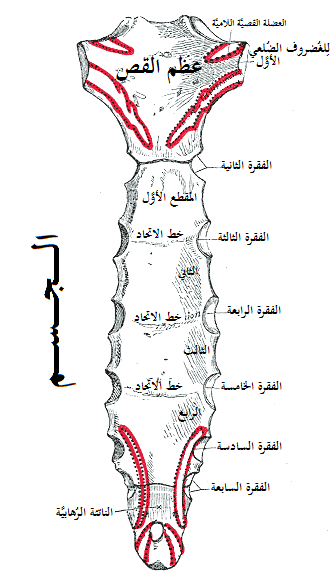
السطح الخلفي لعظم القص.
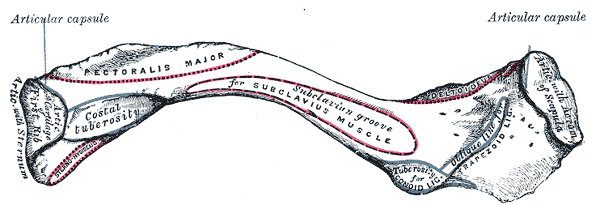
الترقوة اليسرى. السطح السفلي.
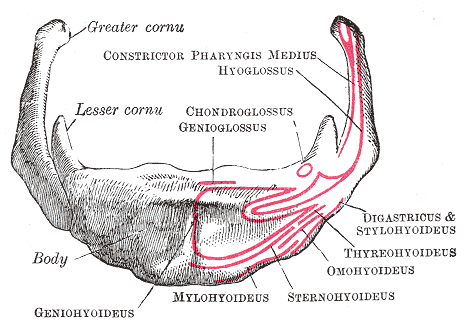
العظم اللامي. السطح الأمامي. مُكبَّر.
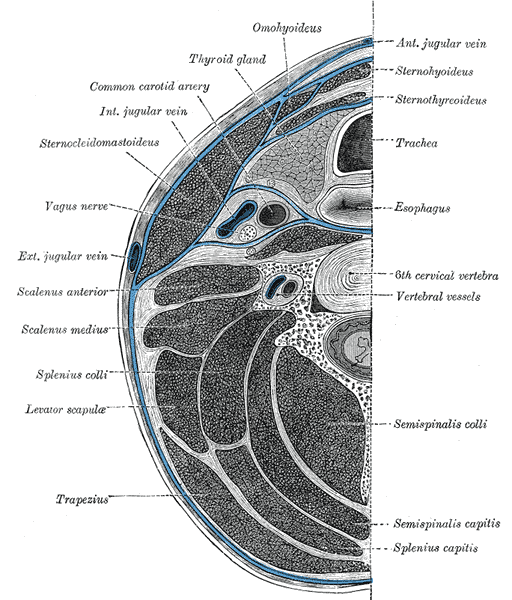
قسم من الرقبة عند حوالي مستوى الفقرة الرقبية السادسة.
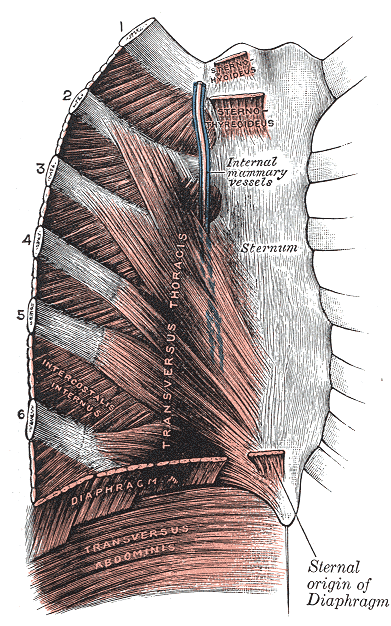
السطح الخلفي لعظم القص والغضاريف الضلعية، وتظهر العضلة المستعرضة الصدرية (Transversus thoracis).
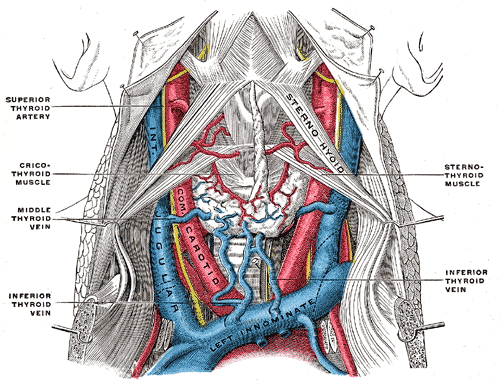
اللفافة والأوردة الدرقية المتوسطة.
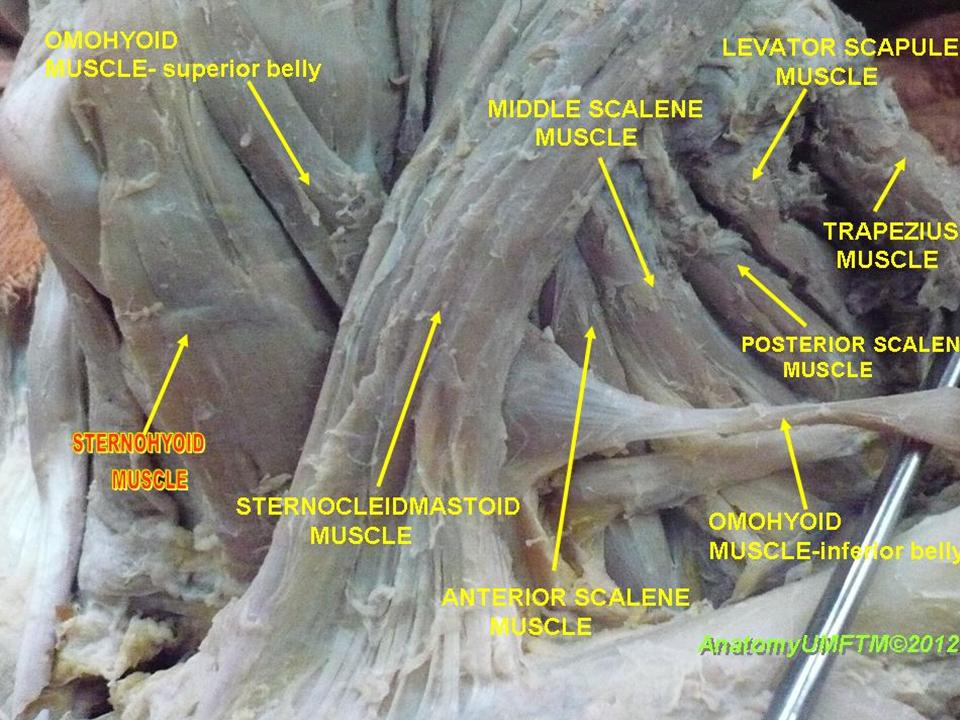
العضلة القصية اللامية. المنطقة الأمامية من العنق.
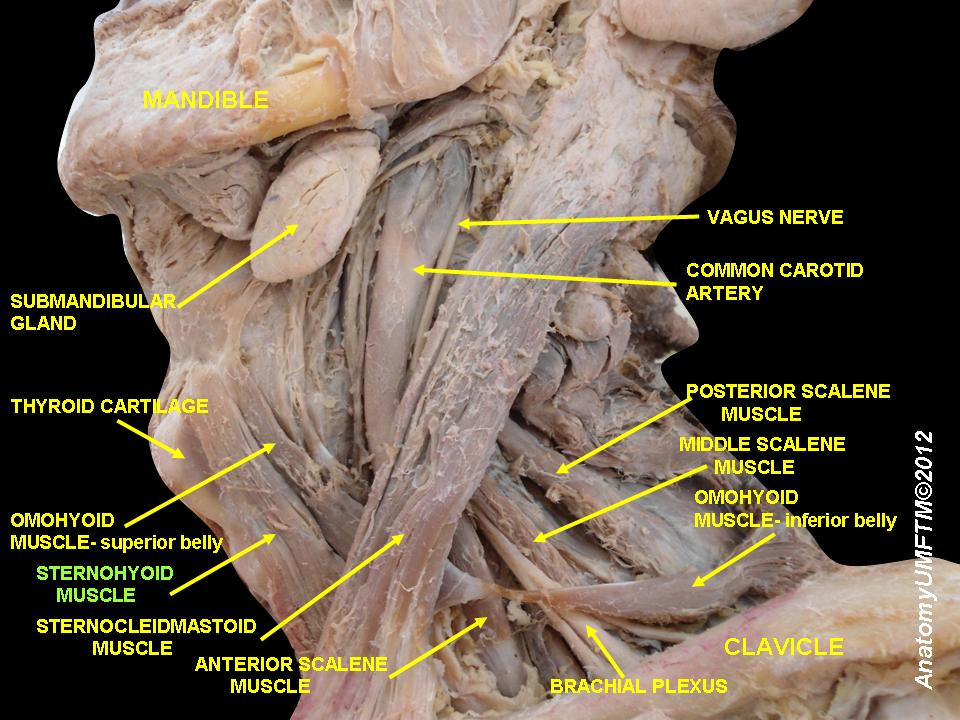
العضلة القصية اللامية.
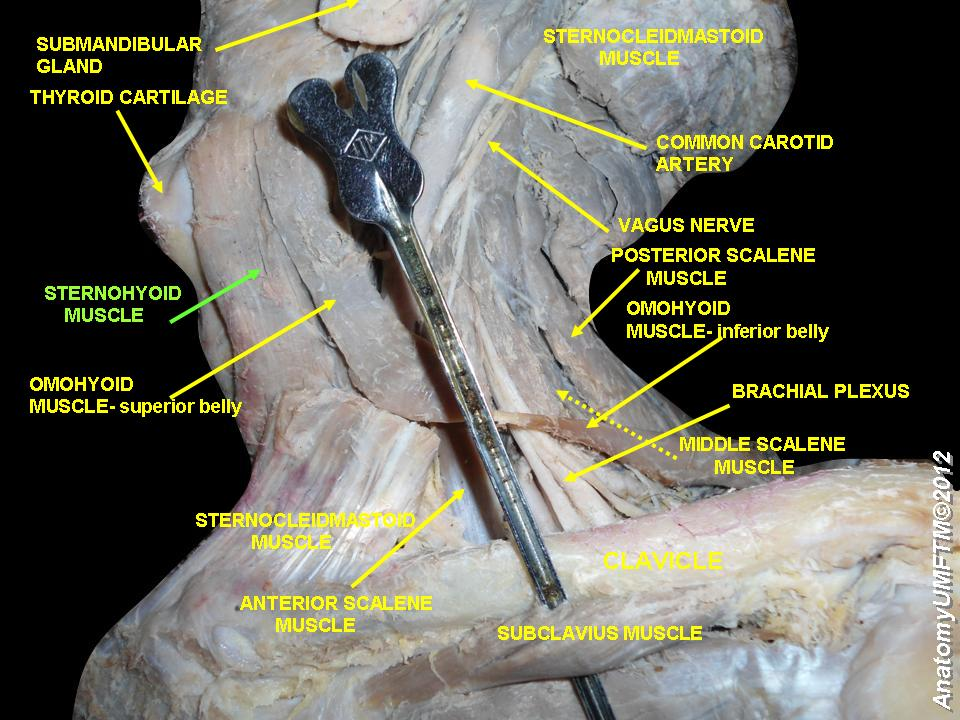
العضلة القصية اللامية.
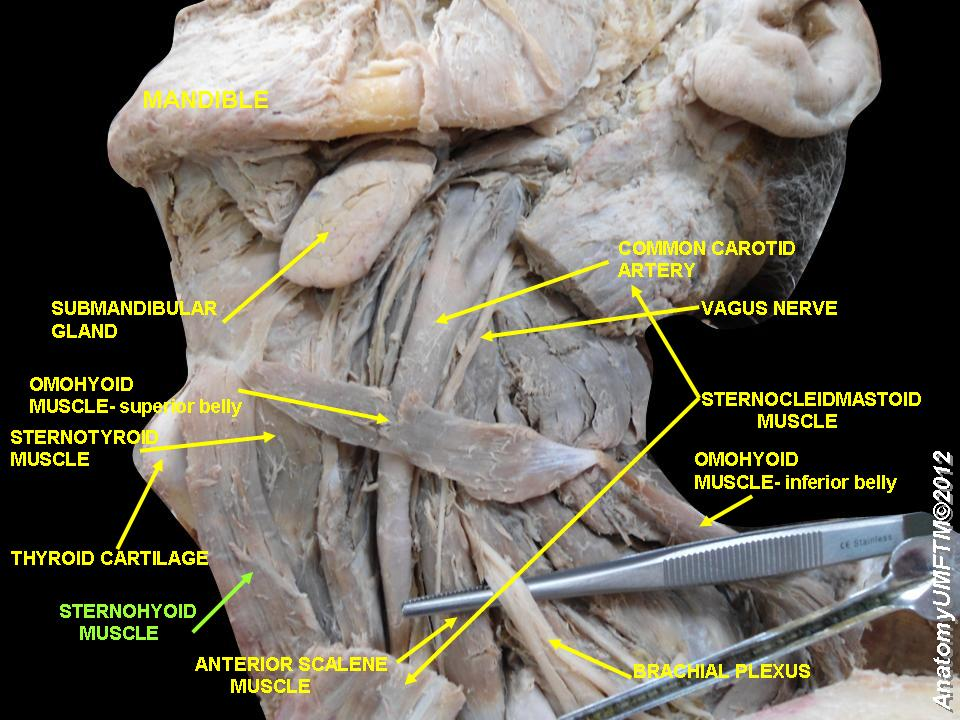
العضلة القصية اللامية، منظر خارجي (وحشي).
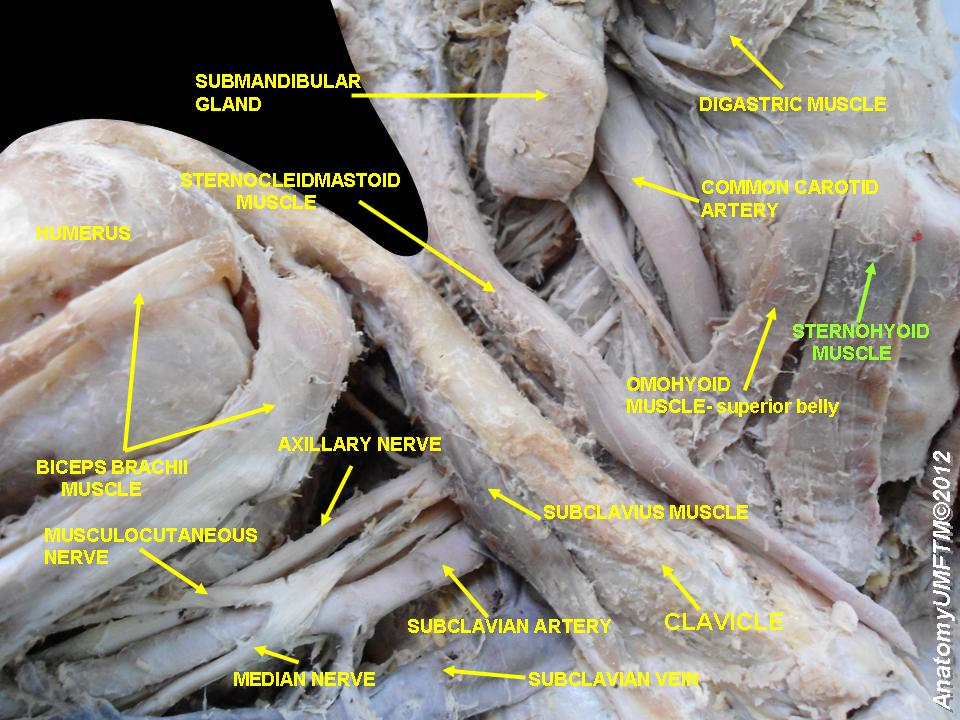
العضلة القصية اللامية، منظر من اليمين.
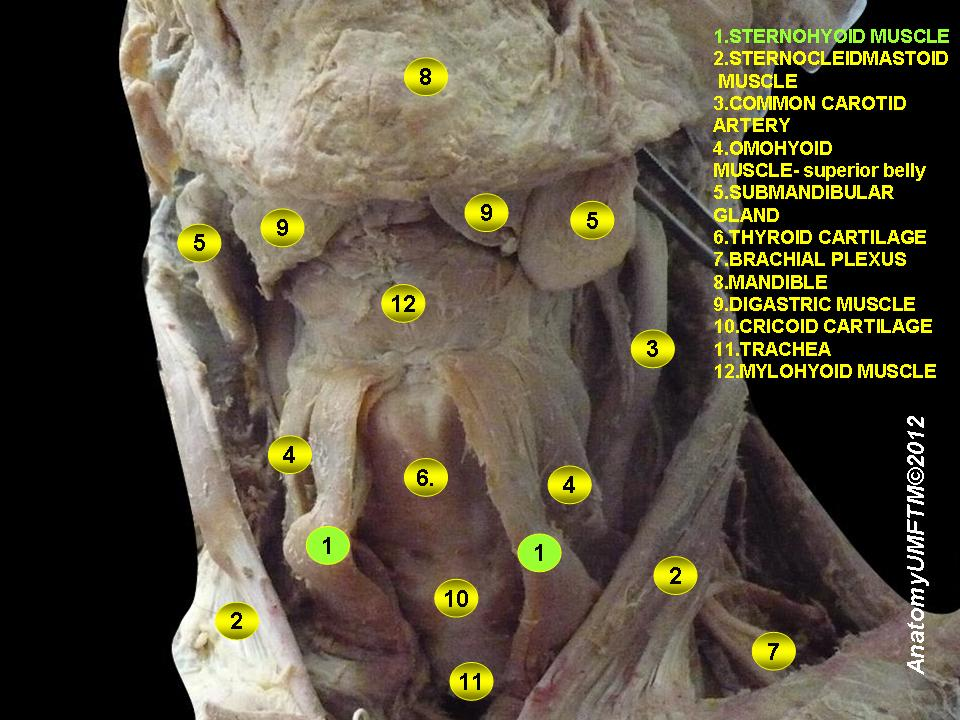
العضلة القصية اللامية.
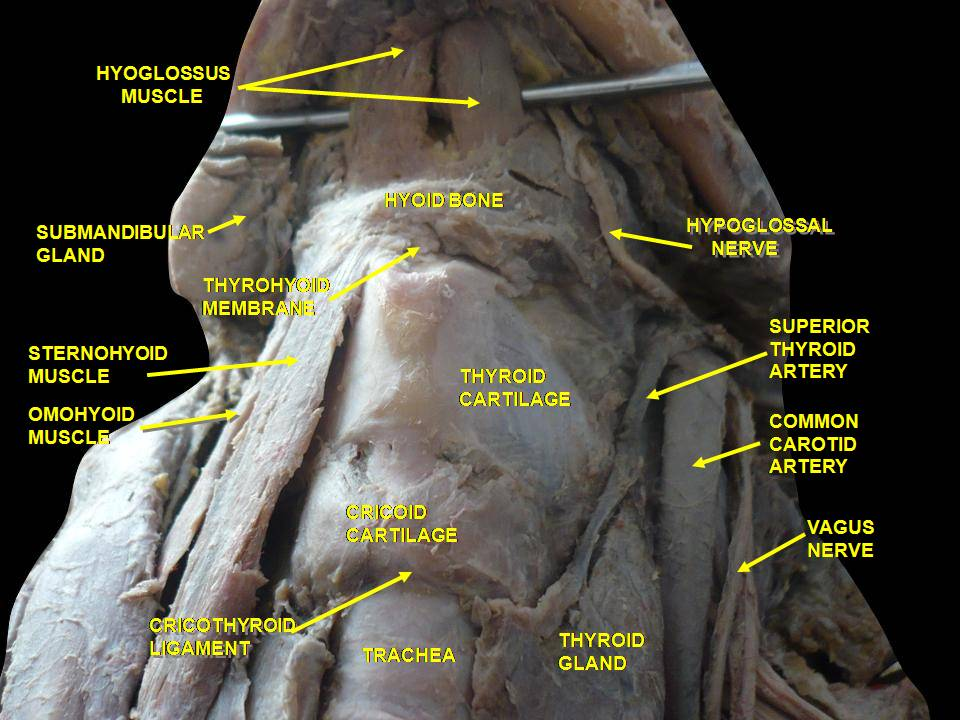
عضلات وأعصاب وشرايين الرقبة. تشريح عميق. عرض أمامي.

## وصلات خارجية
- صور تشريحية:25:10-0103 في مركز داونستيت الطبي التابع لجامعة نيويورك - "Nerves and Vessels of the Carotid triangle"
- PTCentral